# Apeiron
Apeiron este un termen filosofic creat de Anaximandru în secolul VI î. Hr.
Anaximandru respinge ideea că apa sau oricare dintre substanțele fundamentale vizibile, recunoscute de toată lumea ar putea sluji drept temei pentru tot restul. În schimb, el postulează o substanță pe care a caracterizat-o drept apeiron (din a privativ, care indică absența și peras = limită, hotar).
Anaximandru  a fost cel dintâi care i-a dat lui arche numele de apeiron (nemărginit, nelimitat). Ceea ce ideea de apeiron implică este durata nelimitată în timp și nedeterminarea, adică absența limitelor interne pe care le presupune distrugerea ulterioară a corpurilor fizice simple, aerul și apa. 
Este posibil ca Anaximadru să-și fi reprezentat această uriașă masă de material ce înconjoară kosmos-ul nostru ca pe o sferă, așadar ca fiind și în acest sens fără limită, adică fără început și sfârșit.
Apeironul este conceput ca indeterminabil, pentru că numai de la indeterminant se poate ajunge la determinant. Trecerea presupune o ne-determinare ceva care încă nu este ce urmează să fie, dar este fără forma ce va fi.
La Platon, peras și apeiron apar drept co-principii.
Interesul neîntrerupt în timp pentru apeiron ca principiu ontologic se explică prin includerea lui în problematica răului, prin identificarea sa cu principiul material.
Aristotel menționa că nenăscut fiind, nepieritor, neavând înaintea lui un altul care să îl explice, apeironul este asemenea nous-ului lui Anaxagora.